# JEWEL JULIE 追憶
『JEWEL JULIE 追憶』（ジュエル・ジュリー ついおく）は、日本の歌手である沢田研二の5作目となるオリジナル・アルバム。
1974年9月10日にポリドール （現ユニバーサルミュージック）からLP盤でリリースされた。
その後CD化され、1991年と1996年に東芝EMIから、また2005年にはユニバーサルミュージックから再リリースされている。

## 解説
本作は演奏にPYG以来の結束を誇る井上堯之バンドを迎え、ソングライティングも詞曲とも同バンドメンバーの作品が大きく取り上げられている。
また沢田はこの頃から独特のビジュアルセンスを発揮するようになり、本作は初めて早川タケジが携わった作品である。

## 収録曲
1. お前は魔法使い
作詞・作曲：沢田研二／編曲：大野克夫
2. 書きかけのメロディー
作詞：沢田研二／作曲・編曲：大野克夫
3. 親父のように
作詞：岸部修三／作曲：速水清司／編曲：大野克夫
4. ママとドキドキ
作詞：沢田研二／作曲・編曲：大野克夫
5. 四月の雪
作詞・作曲：沢田研二／編曲：大野克夫
6. ジュリアン
作詞・作曲：速水清司／編曲：大野克夫
7. 衣装
作詞：岸部修三／作曲・編曲：大野克夫
8. ヘイ・デイヴ
作詞：岸部修三／作曲：井上堯之／編曲：大野克夫
9. 悲しい戦い
作詞：岸部修三／作曲・編曲：大野克夫
10. バイ・バイ・バイ
作詞・作曲：速水清司／編曲：大野克夫
11. 追憶
作詞：安井かずみ／作曲：加瀬邦彦／編曲：東海林修